# Confucius
Confucius (sau Kong Fu Zi, n. 551 î.Hr., Qufu, Lu⁠(d) – d. 479 î.Hr., Si River⁠(d), Shandong, Republica Populară Chineză) a fost un filozof chinez, născut în regiunea Lu, filozof care a influențat decisiv gândirea asiatică.

## Biografie
Cele mai vechi date biografice, inserate în opera istoricului Sima Qian, sunt deja impregnate de legendă. Descendent al unei familii princiare din satul Song, Confucius a ocupat înalte funcții oficiale la curtea suveranilor Lu (actuala provincie Shandong), petrece călătorind cei 13 ani ai unui exil început în 496 î.Hr., revine apoi în Lu, unde își încheie viața.
Dobândind o mare faimă ca învățat și dascăl, Confucius organizează o școală la care s-au adunat, potrivit tradiției, 3000 de elevi. Discursurile, reflecțiile, aforismele culese de discipolii săi au fost grupate în 20 de secțiuni ale lucrării „Cugetări” (Lunyu); aceasta este singura dintre cele 5 opere clasice ale confucianismului la care Confucius a colaborat personal. Confucius este prima personalitate a culturii chineze care a pus bazele unei concepții filozofice sistemice. Gândirea sa este mai mult o doctrină etico-politică decât un sistem filozofic propriu-zis, interesul practic depășește în preocupările sale determinarea teoretică. Natura ar fi pătrunsă de o esență divino-cerească - din care s-ar desprinde natura umană și ea, în ultimă analiză, tot „cerească”. Problema de la care a plecat Confucius a fost modalitatea de guvernare care să asigure ordinea în stat și societate. Buna înțelegere între oameni și ordinea în societate se obțin numai prin desăvârșirea interioară a individului și prin supunerea lui structurilor statale și culturale existente. Realizarea acestui ideal al desăvârșirii se face prin perfecta cunoaștere a trecutului istoric, prin respectarea riturilor, obiceiurilor și tradițiilor ancestrale, prin subordonarea față de suveran și instituțiile statului. Virtuțile admirate de Confucius rămân pietatea filială, respectul față de frate, loialitatea, înțelepciunea, iubirea și curajul - calități proprii modelului de viață al aristocrației. Virtutea cardinală rămâne în ren (omenia, principiul iubirii umane). El a lăsat fără răspuns întrebarea dacă omul este bun sau nu din cauza naturii. Din învățătura sa s-au desprins diferite linii de gândire și școli, fie filozofice, fie religioase, dar și confucianismul, care a devenit ideologia oficială a monarhiei chineze în timpul celor două dinastii Han (206 î.Hr. - 220 d.Hr.) răspândindu-se în antichitate și în ev. mediu în Coreea, Peninsula Indochina, Japonia.

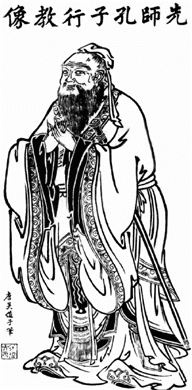
Prezentare tradițională

Opera cea mai importantă ce a influențat în mod deosebit filozofia din Asia răsăriteană este Lunyu. Conține patru elemente de bază a filozofiei lui Confucius: 
- Umanitate (仁 ren),
- Dreptate (義 yi),
- Pietate (孝 xiao)
- Cavalerism (禮 li).

În afară de acestea prioritatea majoră este acordată învățatului. Primul cuvânt din opera Lunyu fiind „învață“:
| Original                      | Pinyin                                  | traducere                                                                                             |
| ----------------------------- | --------------------------------------- | --- |
| 「学而时习之， 不亦悅乎？     | Xue er shi xi zhi, bu yi yue hu?        | Învață și din timp în timp repetă, nu-i așa că-ți produce bucurie?                                    |
| 有朋自远方来， 不亦乐乎？     | You peng zi yuan fang lai, bu yi le hu? | Când un prieten de departe sosește, nu-ți produce la fel bucurie?                                     |
| 人不知而不愠， 不亦君子乎？」 | Ren bu zhi er bu yun, bu yi junzi hu?   | Să nu fii recunoscut de lume, cu toate acestea să nu fii întristat, nu este aceasta o purtare nobilă? |

## Alte articole
- Confucianism

## Literatură
- Carl Crow: Konfuzius. Staatsmann – Heiliger – Wanderer. Leipzig 1939 (Originaltitel: Master Kung)
- Die Lehren des Konfuzius  −  Die vier konfuzianischen Bücher, Traducere și explicații: Richard Wilhelm, prefață: Hans van Ess, Ausg. chinesisch/deutsch, Verlag Zweitausendeins, Frankfurt am Main 2008, ISBN 978-3-86150-873-1. 1113 S.
- Xuewu Gu: Konfuzius zur Einführung. 2. Auflage. Junius, Hamburg 2002, ISBN 3-88506-361-1
- Volker Zotz: Konfuzius. Rowohlt, Reinbek 2000, ISBN 3-499-50555-X
- Heiner Roetz: Konfuzius. Beck, München 1995, ISBN 3-406-34641-3 (Denker 529)
- Wojciech Jan Simson: Die Geschichte der Aussprüche des Konfuzius (Lùnyǔ). Lang, Bern u. a. 2006, ISBN 3-03910-967-7 (Welten Ostasiens 10, zugleich: Dissertation Universität Zürich, 2002)